# Завладяване на аржентинско Чако
Завладяване на аржентинско Чако (на испански: Conquista del Chaco argentino) е поредица от военни кампании на Аржентина през периода 1870 – 1917 г., насочена срещу коренното население на областта Гран Чако, целящо териториално разширение на север и установяване господство на Аржентина над областта и местните индиански племена.
В резултат на военните експедиции централните и южни части на Гран Чако са окупирани от Аржентина. Три аржентински провинции се разширяват: Салта – на изток, Сантяго дел Естеро – на североизток и Санта Фе – на север. Създават се и нови две провинции – Чако и Формоса.
Завладяването на аржентинско Чако, както и Завладяването на Патагония, довежда до смъртта на хиляди индианци, но за разлика от военната кампания в Патагония, при присъединяването на Чако към Аржентина, местното население не е целенасочено унищожавано, както това е сторено в аржентинския Юг.